# Roanoke (Texas)
Roanoke és una població dels Estats Units a l'estat de Texas. Segons el cens del 2000 tenia 2.810 habitants.

## Demografia
Segons el cens del 2000, Roanoke tenia 2.810 habitants, 1.106 habitatges, i 759 famílies. La densitat de població era de 179,9 habitants per km².
Dels 1.106 habitatges en un 38,1% hi vivien nens de menys de 18 anys, en un 56,3% hi vivien parelles casades, en un 8,7% dones solteres, i en un 31,3% no eren unitats familiars. En el 26,6% dels habitatges hi vivien persones soles el 4,1% de les quals corresponia a persones de 65 anys o més que vivien soles. El nombre mitjà de persones vivint en cada habitatge era de 2,54 i el nombre mitjà de persones que vivien en cada família era de 3,11.
Per edats la població es repartia de la següent manera: un 28,3% tenia menys de 18 anys, un 10,2% entre 18 i 24, un 38,6% entre 25 i 44, un 17,4% de 45 a 60 i un 5,4% 65 anys o més.
L'edat mediana era de 31 anys. Per cada 100 dones de 18 o més anys hi havia 98,1 homes.
La renda mediana per habitatge era de 48.107 $ i la renda mediana per família de 58.833 $. Els homes tenien una renda mediana de 37.845 $ mentre que les dones 30.920 $. La renda per capita de la població era de 22.051 $. Aproximadament el 2,5% de les famílies i el 4,5% de la població estaven per davall del llindar de pobresa.

## Poblacions més properes
El següent diagrama mostra les poblacions més properes.